# 吉野泰生
吉野 泰生（よしの やすお、 1939年10月5日 - 2013年11月17日）は日本の実業家。元住友生命保険会長。

## 人物
福岡県出身。1965年一橋大学商学部卒業、住友生命保険入社。営業畑を歩み、北九州支社長、岐阜支社長、東京開発部長、福岡支社長兼福岡法人営業部長、1988年取締役、1992年常務取締役、1995年専務取締役、1997年副社長等を歴任。企画部門を統括し、実力者として知られた。
2001年住友生命保険会長就任。同年社長に就任した横山進一とともに、外資系生命保険会社に対抗し、営業職員の評価基準を変え、中高年向け保険や、医療・介護分野の保険の営業を拡大させるなど、同社の経営にあたった。
2007年住友生命保険名誉顧問。財団法人大阪癌研究会理事、財団法人大阪大学後援会監事等も務めた。
この間2003年からパナソニック監査役。
2013年11月17日に心筋梗塞で死去。74歳没。